# バーゼル
バーゼル（独: Basel、仏: Bâle（バール）、伊: Basilea（バジレア））は、スイスの都市。バーゼル＝シュタット準州の州都。
バーゼルはスイスの北西部、ライン川沿いに位置する。 チューリッヒ、ジュネーブに次ぐスイス第3の都市で、ライン川の終着点でもあり、川の先端には大型船が通れる港がある。この街はドイツ語圏に属しているが、フランス語を話す人も多い。
バーゼルはスイス第3の都市にして中世から学芸と文化の中心地である。バーゼル=シュタット州には、合計40に近い美術館・博物館があり、ヨーロッパ最大の文化センターのひとつとなっている。なかでもバーゼル市立美術館(Kunstmuseum Basel) は、1661年に市が取得したコレクションが核となって生まれた、ヨーロッパ最初の一般公開の美術館で、現在スイスで最も重要な絵画コレクションを擁している。
1460年、バーゼルにスイス初の大学が設立され、数世紀にわたり、 エラスムス、 レオンハルト・オイラー、 ヤコブ・ブルクハルト、 フリードリッヒ・ニーチェ、 カール・グスタフ・ユングなどがここで学び、あるいは教えた。 

## 地理
位置は北緯47度34分0秒 東経7度36分0秒 / 北緯47.56667度 東経7.60000度、標高260m。近隣の都市としては、約75キロ東にチューリヒ、50キロ北にドイツのフライブルク・イム・ブライスガウ、30キロ北西にフランスのミュルーズ、65キロ南にベルンが位置している。市の北端のライン川の中央にスイス・ドイツ・フランスの三国国境があり、それに近いバーゼル川の陸地にドライレンダーエックというモニュメントが立っている。
市街地はライン川をはさんで展開しており、産業地帯である北岸（右岸）を「小バーゼル」（Kleinbasel）、行政や商業の中心である南岸（左岸）を「大バーゼル」（Grossbasel）と呼ぶ。

## 歴史
先史時代―中世初期・盛期
バーゼルという名称は、374年にBasilea、Basiliaとして初めて史料に現れ、その後BazelaやBasalaの表記も見られた。≫Königsburg≪（「王城」）の意味か。≫Eberstadt≪（「オスの猪あるいは豚の都市」）を地名の由来とする説もある。
かつてライン平地前の、ライン左岸の台地にあるミュンスターヒューゲル（Münsterhügel）には、以下の遺跡があった。1.台地の突端に骨壺地時代の集落（Urnenfelderzeitliche Siedlung）（紀元前1200年―800年）。2.後の大聖堂の地にOppidum（「城塞」または「城市」）（紀元前1世紀）。3.ローマの軍営地（紀元前15年頃以降）。次第に非軍営的特徴を帯びてゆくが、まもなく都市として構想された植民市Augusta  Raurica（紀元前44年に公的に設置）の陰に隠れる。4.古代ローマ時代末期の避難所的な城塞（Kastell）。Augusta  Rauricaの近くに置かれた城塞Castrum Rauracense（300年頃）より規模は大きいが、それより防御施設は脆弱。5.中世初期の、通常のイムニテート（公吏不入権）領域（Immunitätsbezirk）をもった司教城（Bischofsburg）（ミュンスタープラッツ（Münsterplatz））。 
ローマ時代末期の城塞壁の内側には、少なくとも7世紀までガロ・ローマ人（gallorömische Bevölkerung）の集落があった。ジュラ山脈方面に向かう道路に沿って3世紀以降、墓地（Basel-Aeschenvorstadt）が存在した。ライン右岸の、ローマ時代末期のBurgusが渡船の安全を守る場所には、5世紀にすでにアラマン人が居住していた。6世紀初め、ライン左岸の街道にはフランク人が登場する。これはバーゼルのフランク王国への実質的編入の印しである。
最初の壮大な司教座聖堂（Kathedrale）の建設は、ハット（ないしハイト）司教（Bischof Hatto/Haito；836年没）によるものだろう。メロヴィング時代に建てられたと思われるマルティン教会（Kirche St. Martin）も市にアクセントを与えていた。中世盛期には、手工業者や農民の家屋が建設され、また商人の集落が形成された。
バーゼルは870年 以降東フランク王国に、912年から1032年までブルグント王国に属した 。もっとも、神聖ローマ皇帝 ハインリヒ2世は、1006年にバーゼル司教アダルベーロ（Adalbero II. ; 999-1025）に種々の高権（Hoheitsrechte）を与えている。ブルグント王国全体は1033年/1034年、神聖ローマ帝国に併合された。
917年/ 918年にバーゼルはハンガリー人によって破壊された。市の興隆は、ルドルフ3世（ブルグント王）による寄進（999年）と神聖ローマ皇帝 ハインリヒ2世臨席下の司教座教会新聖堂献堂式（1019年）に現れている。叙任権闘争においてハインリヒ4世の強力な支援者であった司教ブルクハルト（Bischof Burkhart von Fenis ; 1072-1107）は、防備施設を築き、クリニュー派の修道分院聖アルバン（Cluniazenserpriorat St.Alban）を創設した（1083年）。12世紀末期には、新しい司教座聖堂の建設が開始され、1202年に献堂式が催された。なお、大聖堂はその後、火災（1258年）や地震（1356年）をくぐり抜け、増改築を繰り返し、現在はゴシック様式の豪壮な姿を示している。人物像を配したガルス門（Galluspforte）は、ロマネスク彫刻の傑作とされる。

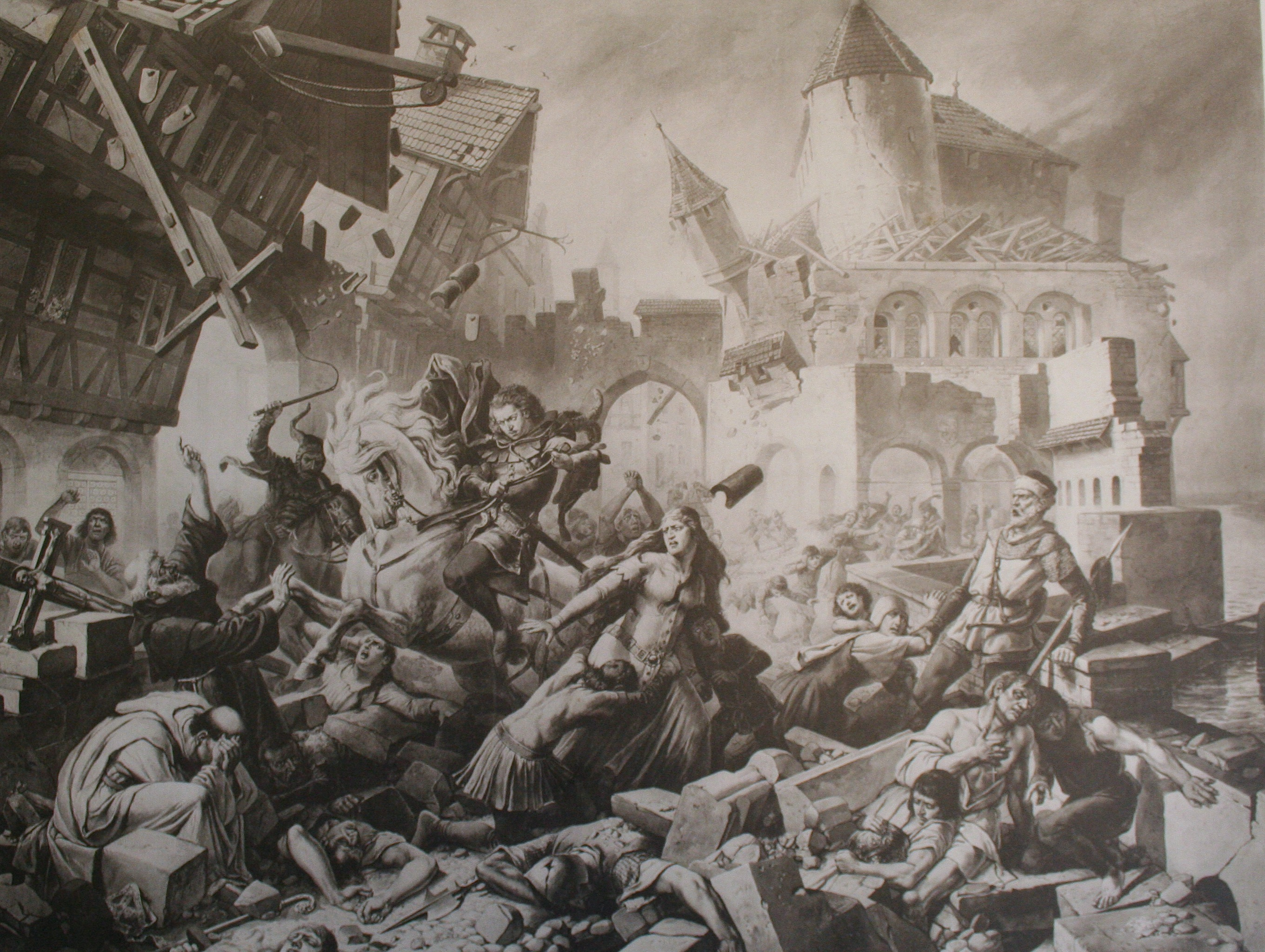
1356年のバーゼル地震

1225年/ 1226年のハインリヒ・フォン・トゥーン（Heinrich von Thun）による橋梁建設は、ロマネスク時代の終わりと中世盛期の、「郊外市を擁する橋の都市」（Brückenstadt mit ihren Vorstädten）への移行を成すものであった。1400年より前に完成した新しい市壁は、郊外市を取り込んだ。右岸にはクライン＝バーゼル（Klein-Basel）が成立したが、1300年頃に市壁で囲まれ、碁盤目状の区画からなる建設都市の特徴を備えていた。13世紀にはライン都市同盟に参加。1356年のバーゼル地震で街は壊滅的な被害を受けた。14世紀- 16世紀の帝国都市時代の最盛期には聖俗の重要建築が出現した。11世紀から15世紀まで、各会派の修道院・律院（Klöster und Stifte）が設立され、またベギン会の集まりも記録されている 。
中世末期とそれ以降
1239年、教皇グレゴリウス9世と神聖ローマ皇帝フリードリヒ2世が対立した際、司教は前者を支持したが、市は後者の側に立った。1254年には市はライン都市同盟に参加した。このように市は、都市君主としての司教と対立することもあったが、基本的には市の政治は司教側が規定していた。しかし、市が経済力を増すにつれ司教の支配を払拭していき、14世紀には完全に司教支配から脱出した。司教は市外に居を移した。王・皇帝をめぐる帝国の重要事項では、1327年から1346年にかけて、司教はハプスブルク側についたが、市はルートヴィヒ4世を支援した。以後ますます、ブライスガウやアルサスに領地を有する、ライン上流地域最重要勢力のオーストリアとの関係（協調あるいは敵対）が市の政治を規定していくようになる。その後、シュヴァーベン戦争では中立を守ったバーゼル市は1449年のバーゼル和約の2年後にはスイスに加わった。その間、1362年以来「自由都市」を標榜していたバーゼル市は、1387年のヴァーツラフ王による文書においてレーゲンスブルクとともに自由都市と称されている。1459年ピウス2世によって設立を認められたバーゼル大学は1460年に開学した。
中世において市の経済的基盤をなしたのは、聖職者・貴族・市民が周辺の農地から得た税であった。バーゼルは南北に走る重要な街道の中継地に位置していたために商人の活躍は顕著なものがあったが、工業面では、15世紀以降、製紙と書籍印刷が比重を占めた。貨幣鋳造は7世紀以降中世をつうじて行われていた。14世紀以降は金融業も盛んになり、商人たちは15世紀後半以降周辺の鉱山に投資をした。15世紀前半の人口は10000人前後であったが、世紀後半には8000人と9000人の間に留まった。中世末期、「使用人と手工業使用人はバーゼルで人口の17パーセント、納税義務者全体の29パーセントを占めていた」。中世の都市にあっては、一般に女性過剰であったが、バーゼルでの成人男子1000人に対する女子の割合は、1454年時点で1246人であった。
15世紀 16世紀にフランスを中心として「死の舞踏」をテーマとする壁画や版画が各地で盛んに描かれたが、バーゼルでは、ここでの「公会議（1431－49年）の間に、この公会議に参加した高位聖職者たちの命によって」「市のドメニコ会修道院の墓地に」フレスコ画が描かれ、「バーゼルの死の踊り」と呼ばれて有名になった。
1501年にスイスの原初同盟（Alte EidgenossenschaftまたはOld Swiss Confederacy）に加盟した。1528年には宗教改革の流れの中で司教を追放し、プロテスタント勢力の一員となった。1833年、3年間の内戦を経て周辺の農村地域がバーゼル＝ラント準州として独立し、現在に至る。

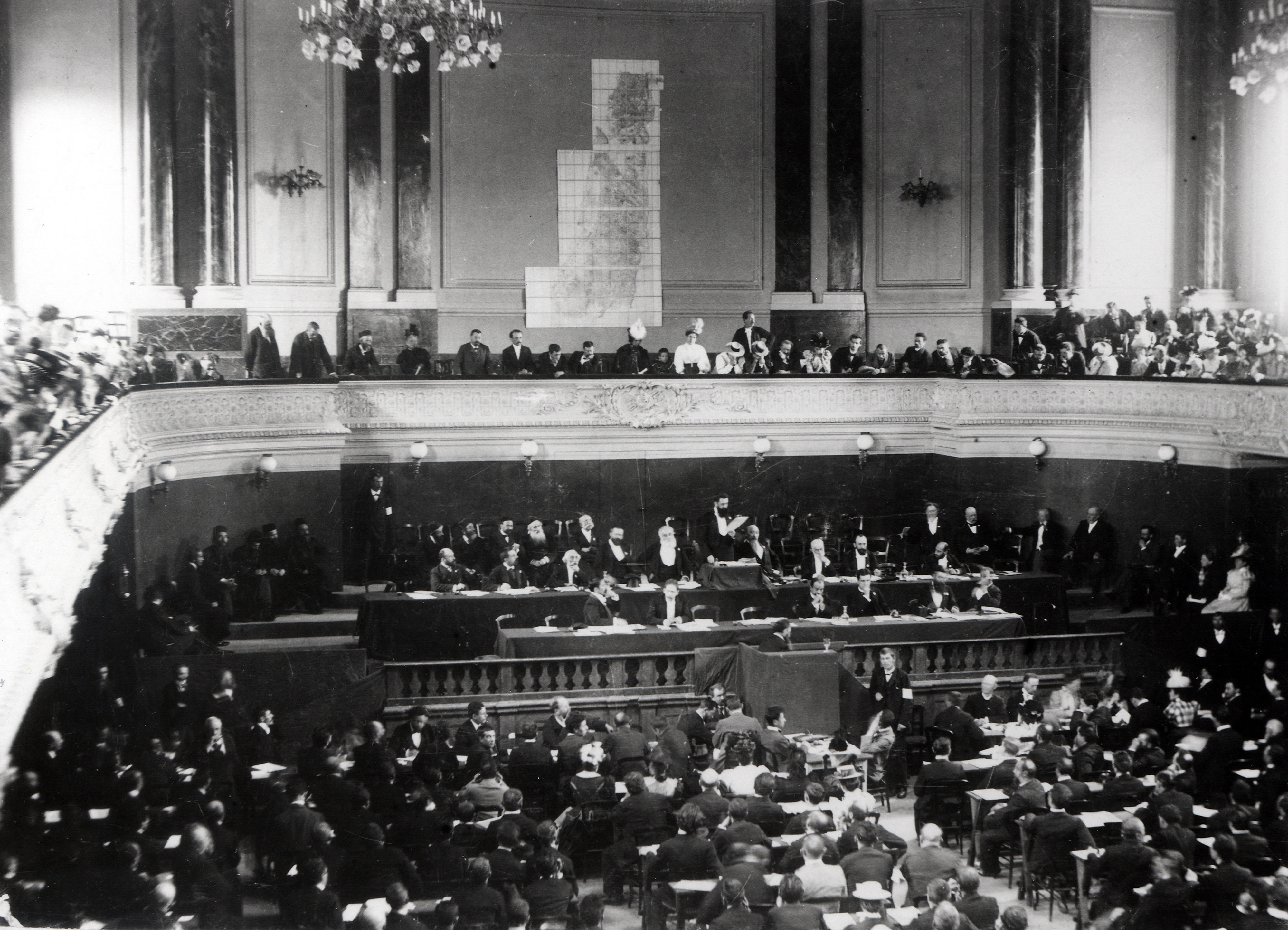
1897年、テオドール・ヘルツルの指揮のもと、バーゼルで第1回シオニスト世界会議が開催された。イスラエル建国（1948年）までの間に、バーゼルで合計10回開催されました。

バーゼルはいくつかの歴史上の出来事の舞台となった。バーゼル公会議（1431年～1449年）は、コンスタンツ公会議（1414年～1418年）で積み残されたカトリック教会の改革を討議したものの、公会議と教皇の関係に対する考え方の違いなどを背景に分裂し（1438年）、バーゼルに残留した一派は目立った成果を残せなかった。1499年のバーゼル条約は、スイスの事実上の独立を認めた。時代を下って1897年には世界シオニスト会議が第1回の大会をバーゼルで開催している。
スイスの一州として神聖ローマ帝国の影響を離れ、宗教的にも急進的なプロテスタントではなかったことを背景に、15世紀後半に誕生した印刷・出版業が栄え、ラテン語訳聖書、神学・哲学・法学・教会法学の書籍、教父の著作、人文主義者の作品等、多くの重要な著作が出版されたことでも知られている。中でも有名なのが、アルブレヒト・デューラーによる版画を付した文学作品、エラスムス編集のギリシア語新約聖書（編者によるラテン語訳付き）などである。また、ジャン・カルヴァンの『キリスト教綱要』（Christianae Religionis Institutio、1536年）、アンドレアス・ヴェサリウスの『人体の構造』（De humani corporis fabrica、1543年）も当地で初めて刊行された。

## 交通
バーゼルは、ライン川という欧州水運の大動脈における最終遡行点、ライン川最初の架橋点（1225年）、スイス、ドイツおよびフランスが国境を接する地点として交通の要衝となっている。

### 鉄道
鉄道では、スイス連邦鉄道（スイス国鉄、SBB）、フランス国鉄（SNCF）およびドイツ鉄道（DB）の3鉄道事業者が、それぞれバーゼルSBB駅、バーゼルSNCF駅およびバーゼル・バディッシャー駅というターミナル駅を置いている。バーゼルSBB駅とバーゼルSNCF駅は施設的に一体で、スイス国鉄のホームの西側にフランス国鉄のホームがある。スイスのシェンゲン協定加盟以降、両駅の間にあるパスポート・チェックのためのゲートは利用されていないものの、税関検査はスイス側を中心に引き続き行われている。また、ライン川の北側にあるドイツ鉄道のバディッシャー駅を起終点とする列車は基本的にローカル線の列車のみであり、フライブルク以北から運行されている国際列車は同駅に停車した後、一般的にはバーゼルSBB駅に乗り入れている。ただし、ドイツ国内でSBB駅行きの列車が大きく遅延した場合にはバディッシャー駅で運転が打ち切られ、その列車の編成で運行する逆方向の列車がSBB駅ではなくバディッシャー駅始発となることもある。
バーゼル各駅の幹線列車の時刻表をみると、スイス国鉄については、毎時4本のチューリヒ行きのほか、ベルン、ルツェルンおよびジュネーヴ方面への直通列車が少なくとも毎時1本は運行されており、これらの一部はザンクト・ガレン、インターラーケン、ルガノ、ブリークなどが終着駅となっている。また、ドイツ鉄道については、フランクフルト中央駅またはフランクフルト空港駅方面へのICEが毎時1本運行されている。これに対し、フランス国鉄のパリ・リヨン駅行きTGVは、1日6本の運行に止まっている。所要時間はチューリヒ、ベルンおよびルツェルンが約1時間、ジュネーヴ、フランクフルト（中央駅または空港駅）およびパリ・リヨン駅が約3時間となっている。

### 市内交通
市内交通は、主としてバーゼル市交通局（Basler Verkehrs-Betriebe（BVB））とバーゼル・ラント交通局（Baselland Transport（BLT））が運営するバーゼル市電およびバス（トロリーバスを含む、BVBは緑色でBLTは黄色）が担っている。運賃はゾーン制で、BVBとBLTだけでなくスイス国鉄のローカル線もカバーしている。駅または停留所での改札はないものの、抜き打ちで検札が行われることは珍しくなく、有効な切符を所持していない場合には高額の罰金を科される。なお、ドイツやフランスに入るバスや鉄道の路線もある。

### 空港
バーゼルの空の玄関は、バーゼル・ミュールーズ・フライブルク国際空港（ユーロエアポート・バーゼル＝ミュールーズ空港、BSL／MLH／EAP）である。この空港の所在地は完全にフランス領内であるが、空港の建設および運営はスイスおよびフランスが共同で行う珍しい形態となっている。スイスがシェンゲン協定に加盟した後も、依然として関税地域は別であるためフランス用とは別にスイス用の出入口が設けられており、道路や駐車場もフランスのものと接続のない独立系統でスイス領へ直接結ばれる構造となっている。なお、フランス国内を発着する航空路線については、「ミュールーズ（MLH）発着」として時刻表などに掲載されることも多いので注意を要する。

### 道路交通
道路交通では、ライン川の左岸を走るフランスのオートルートA35と、右岸を走るドイツのアウトバーンA5が市内で合流し、スイスの南北幹線高速自動車道A2に接続している。ちなみに、スイスでは、国内で自動車を利用する者が、毎年一定額の道路利用税（2011年現在40スイス・フラン）を支払うことになっているため、その証明ステッカーがフロント・ガラスに貼付されていない外国の自動車は国境でステッカーを購入しなければならない。

### 河川港湾
バーゼルのライン川沿いに展開している港湾施設はスイス唯一の貿易港であり、スイス港（Port of Switzerland）とも呼ばれている。年間のバルク貨物取扱量（2010年）は650万トンでその約半分が石油関連、海上コンテナ取扱量（同）は10万TEUとなっている。

## 経済

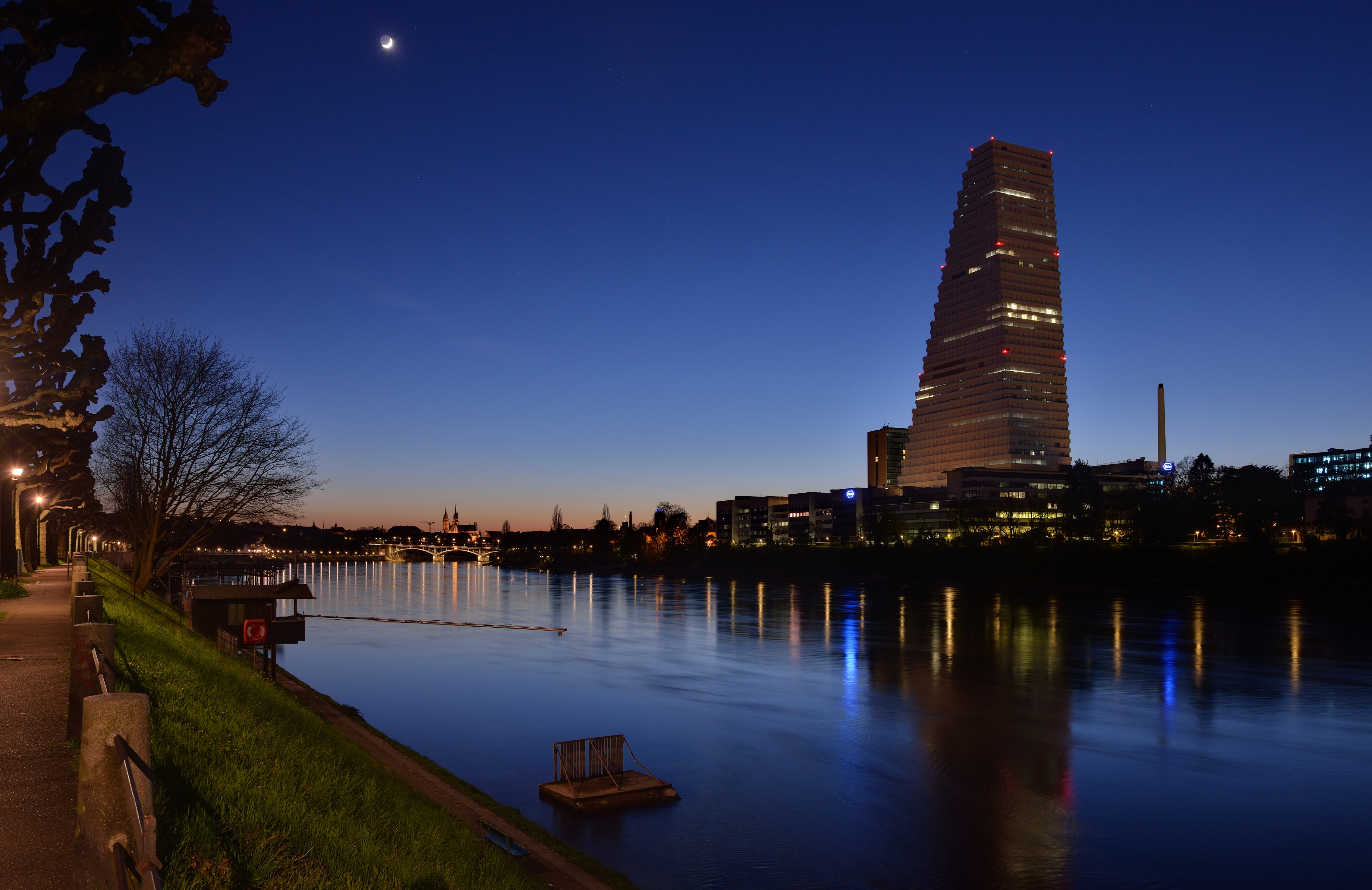
ロシュタワー

動力源としてライン川の水力を活用できたことや、宗教的に比較的寛容だったことを背景に欧州各地から宗教的な迫害を受けた商工業者が移住しやすかったことから、近世には織物工業や製紙業が発達した。こうした工業生産に必要な染料や薬剤を供給するため、化学工業が早くから発達し、現在もバーゼルに本社を置く世界的な製薬会社ノヴァルティスやロシュの淵源となった。
ドイツとアルプス山脈以南とを結ぶ陸路がライン川を渡る地点として、また、ライン川の最終遡行点という地理的な条件を背景に、古くから商業も栄えてきた。1471年から毎年続いている秋季市（Herbstmesse、10月末～11月初）のほか、春の宝飾品・時計の見本市（バーゼル・フェア（Baselworld））、夏の美術品商談会（Art Basel）など多くの見本市が開催されることでも知られている。
中立国スイスにあり、フランスとドイツへの鉄道の便が比較的よいことから、1930年に国際決済銀行の本部が置かれた。同銀行は、世界各国の中央銀行間の協力を目的としており、その一環としてバーゼル銀行監督委員会に事務局機能を提供している。

## 行事
バーゼルの年間行事のうち、もっとも有名なものはバーゼルのカーニバル（Basler Fasnacht）である。一般的に、プロテスタント世界ではカーニバルを祝う伝統がない中、バーゼルのカーニバルはその例外である。ただし、灰の水曜日の直後の月曜日の午前4時に始まる日程は、カトリック世界で一般的な日程と比べ1週間遅くなっている。さまざまな衣装に身を包んだ地元の参加者が、72時間にわたって音楽を演奏しながら市内を練り歩き、大量の紙ふぶきを撒き散らす様子は、欧州の奇祭の1つに数えられている。
春のカーニバルに対し、秋には秋季市（Herbstmesse）が開催される。1471年、時の皇帝フリードリヒ3世の勅許によって始まり、現在に至るまで500年以上にわたり中断されることなく続いている。10月末から11月初の2週間にわたり市内数か所の広場に、観覧車やメリーゴーラウンドなど移動式の遊具が設置されるほか、各種の屋台が立ち並ぶ。

## 文化

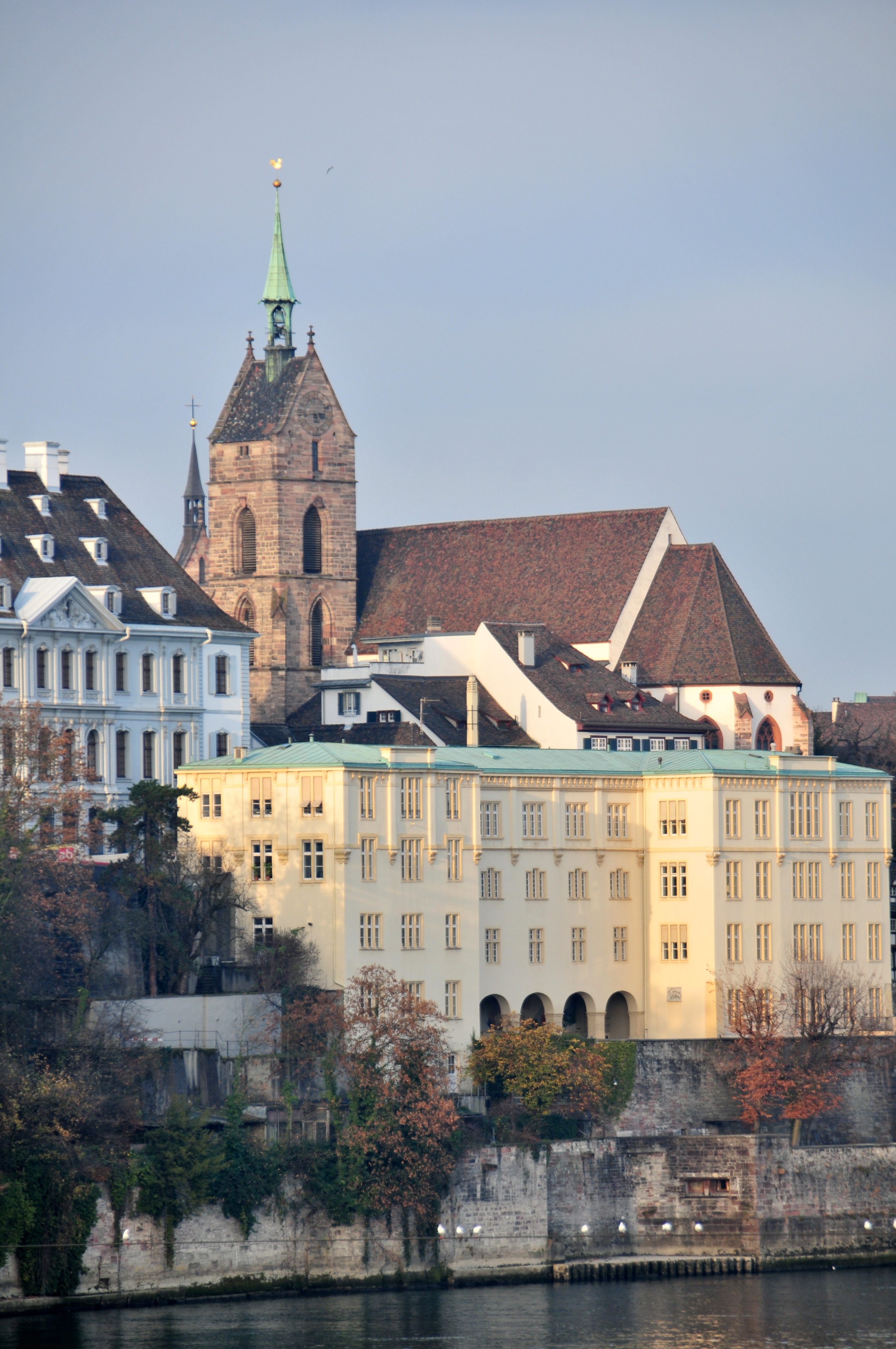
バーゼル大学

バーゼルは、スイス最古の大学であるバーゼル大学（1459年創立）などの高等教育機関を擁し、多くの美術館や博物館もある。このほか、市立劇場の芸術性も高い評価を受けており、スイスにおける文化の中心の1つとなっている。
バーゼルとその近郊には30を超える数の美術館および博物館がある。世界最古の公共美術館といわれるバーゼル市立美術館（1661年）は、15世紀から16世紀にかけての南ドイツ地方で活躍した画家、および、19世紀から20世紀にかけて活躍した画家の作品を中心としたコレクションが充実している。また、バイエラー財団美術館は、現代美術のコレクションのほか、独創的な企画展の開催で知られ、欧州全域からの入場者が絶えない。このほか、特色のある美術館として、「動く彫刻」の作者として知られるジャン・ティンゲリーの作品を収蔵するティンゲリー美術館、現代美術館（市立博物館の分館）、漫画美術館などがある。
博物館としては、考古学博物館、自然史博物館、歴史博物館、民俗博物館といった一般的なもののほか、バーゼルの産業史を背景に、製紙博物館、製薬史料館といった特色のあるものも少なくない。また、動物園はスイス最古（1874年創立）かつ最大であるほか、大学付属植物園（1589年創立）も世界有数の歴史を誇っている。
- バーゼル市立美術館（バーゼル美術館）
- バイエラー財団美術館

## 出身者
- カール・バルト：神学者
- アルノルト・ベックリン : 画家
- ヤコブ・ベルヌーイ：数学者・科学者
- ヨハン・ベルヌーイ：数学者
- ヤーコプ・ブルクハルト：歴史家
- レオンハルト・オイラー：数学者・物理学者・天文学者
- ロジャー・フェデラー：テニス選手
- カール・ゲルストナー：芸術家
- マルト・ケラー：女優
- ヨアヒム・マイアー：作家
- レネ・ラサルテス：プロレスラー
- ミリアム・カーン：画家
- 塚越友子：心理カウンセラー、作家、東京中央カウンセリング代表

## その他
- スイスはドイツに比べ公証人の認証費用が1/3から1/5と格段に安いため、ドイツ国内の契約で公証が必要なものを、わざわざ国境沿いにあるバーゼルまで行き手続きを行うということがさかんに行われている。スイスでの公証がドイツで認められるのは、慣習法上このバーゼルとチューリヒの2都市のみとなっている。
- 1973年に発見された小惑星(2033) Basileaは、バーゼル大学の天文学研究所開所50周年を記念して、本市にちなんで命名された[26]。
- バーゼルの伝統的菓子としてBasler Leckerli（バーズラー・レッカリー）が有名である。生姜風味がオリジナルで、その他の風味のバリエーションも売られている。クッキー風の少し硬めの焼き菓子。バーゼル駅のコンコースに直売店がある。日本での通販もあるが、現地価格に比べると割高である。